# Marian Kozłowski
Pour les articles homonymes, voir Kozłowski.
Marian Kozłowski (né le 10 décembre 1927 à Varsovie en Pologne – décédé le 15 août 2004 à Varsovie) était un dirigeant de basket-ball polonais. Il fut journaliste, notamment au magazine Express Wieczorny. Il fut président de la Fédération polonaise de basket-ball entre 1957 et 1969, puis entre 1980 et 1984 et président de la Conférence d'Europe (actuellement FIBA Europe) de 1982 à 1990. Kozłowski fut également vice-président de la FIBA. En 2007, il est intronisé en tant que contributeur au FIBA Hall of Fame.